# فوقس باركسي
فوقس باركسي (الاسم العلمي: Fucus parksii ) هو نوع من الطلائعيات يتبع جنس الفوقس من الفصيلة الفوقسية.	.